# Bibliographie sur le courant mao-spontex
Cet article présente la bibliographie du courant mao-spontex, un mouvement communiste actif en Europe occidentale durant les années 1960 et 1970.

## Bibliographie générale
- (en) Paul Berman, Power and the Idealists : Or, the passion of Joschka Fischer, and its aftermath, Brooklyn (N.Y.), Soft Skull Press, 2005, 311 p. (ISBN 1-932360-91-3 et 9781932360912, lire en ligne), chap. 1 (« The passion of Joschka Fisher »), p. 46-47.
- Morgan Sportès :
  - Maos, Paris, Éditions Grasset & Fasquelle, 2006 (Prix Renaudot des lycéens 2006).
  - Ils ont tué Pierre Overney, Paris, Éditions Grasset & Fasquelle, 2008.
- Claude Arnaud, Qu'as-tu fait de tes frères ?, 2010.
- Jean-Pierre Le Goff, Mai 68, l'héritage impossible, La Découverte, 1998.
- Hervé Hamon, Patrick Rotman, Génération, Le Seuil :
  - T.1, Les années de rêve, 1987.
  - T.2, Les années de poudre, 1988.
- Jacques Julliard, Les gauches françaises : 1762-2012. Histoire, politique et imaginaire, Flammarion, 2012.
- François Furet, Antoine Liniers (Olivier Rolin), Philippe Raynaud, Terrorisme et Démocratie, Fondation Saint-Simon / Fayard, 1985.
- Simon Leys, Les Habits neufs du président Mao (Champ libre 1971, LGF 1989)
- Benny Lévy-Pierre Victor, Jean-Paul Sartre et Philippe Gavi, On a raison de se révolter, Gallimard, collection La France sauvage, 1974.
- Alain Geismar, Jacques Sauvageot, Daniel Cohn-Bendit, La révolte étudiante : les animateurs parlent, présentation d'Hervé Bourges, Éditions du Seuil, collection « L'histoire immédiate », 1968.
- André Glucksmann, Nouveau fascisme, nouvelle démocratie, Les Temps modernes, Paris, 1972.
- Alain Geismar, Serge July, Erlyn Morane, Vers la guerre civile, Éditions et publications premières, collection Stratégies, Denoël, 1969.
- Minutes du procès d'Alain Geismar, préface de Jean-Paul Sartre, Paris, Éditions Hallier, Documents L'Idiot International, Paris, 1970.
- Alain Geismar, L'engrenage terroriste, Fayard, 1981.
- Guy Hocquenghem, Lettre ouverte à ceux qui sont passés du col Mao au Rotary, 1986 ; réédité avec une préface de Serge Halimi, Agone éditeur, 2003.
- Stéphane Courtois, Dictionnaire du communisme (dir.), Éditions Larousse, 2007.
- François Marmor, Le maoïsme : philosophie et politique, coll. « Que sais-je ? » n°1658, PUF, 1976.
- Jean-Paul Dollé, L'insoumis, Grasset, 1997.
- Serge Govaert, Mai 68, c'était au temps où Bruxelles contestait, De Boeck éditeur, coll. Pol-His, 2001 aperçu en ligne.
- Adriano Sofri, Les ailes de plomb (Milan, 15 décembre 1969), Verdier, 2010.
- Henri Weber, Que reste-t-il de mai 68 ? : essai sur les interprétations des événements, Seuil, 1998.
- Jean Jacques Lebel, Entretiens avec le Living theatre, Pierre Belfond, 1969.
- Rémi Hess, Les maoïstes français : une dérive institutionnelle, Édition Anthropos, 1974.
- John Gerassi, Entretiens avec Sartre, Grasset, 2011.
- La Banque des mots, Presses Universitaires de France, 1974.
- François Celier, Mai 68 : 40 ans de captivité intellectuelle et spirituelle, Turquant (49), Cheminements, coll. « Ma part de vérité », 2008.
- Jacques Raynaud, Six présidents à l'épreuve des quinze événements qui ont changé la Ve République, Éditions L'Harmattan, 2011 (page 83 et suivantes).
- Razmig Keucheyan, Hémisphère gauche: une cartographie des nouvelles pensées critiques, Éditions Zones, 2010. Texte intégral.
- Claudine Monteil, Les Amants de la Liberté, l’aventure de Jean-Paul Sartre et Simone de Beauvoir dans le siècle, Editions 1/Calmann-Levy, 1999 et collection de poche, J’ai Lu n°6133.
- Daniel Cohn-Bendit, Nous l'avons tant aimée, la révolution, Éditions Bernard Barrault, 1986.
- Olivier Guez, L'impossible retour: une histoire des juifs d'Allemagne depuis 1945, Flammarion, 2007.
- Christophe Bourseiller, Les maoïstes : la folle histoire des gardes rouges français, Plon, 1996.
- Jean-Pierre Le Dantec, Les Dangers du soleil, collection Les Presses d'aujourd'hui, Gallimard, 1989, 296 pages.
- Claude Muret, Mao-cosmique, L'Âge d'Homme, 1975, Lausanne lire en ligne.
- Claire Brière-Blanchet, Voyage au bout de la révolution. De Pékin à Sochaux., Fayard, 2009,  (ISBN 978-2-213-63790-7), lire en ligne.

## Travaux universitaires
- Gérard Mauger[1], « Gauchisme, contre culture et néo-libéralisme : pour une histoire de la ’génération de Mai 68’ », in Jacques Chevalier (dir.), L'identité politique, PUF, 1994, 206-226 p. ([PDF]en ligne u-picardie.fr).
- Gérard Mauger, « Jeunesses marginales », Déviance et société, 1977, Volume 1, p. 61-87 [PDF] doi : 10.3406/ds.1977.937 persee.fr.
- Dominique Damamme, Boris Gobille, Frédérique Matonti, Bernard Pudal (dir.), Mai-Juin 68, L'Atelier, 2008 lire en ligne.
- Manus McGrogan, Tout! in context 1968-1973: French radical press at the crossroads of far left, new movements and counterculture, 2010 University of Portsmouth.
- Jean Freyss, Il faut rêver mais sérieusement, Matériaux pour l'histoire de notre temps, Année 1987, Volume 9, Crise des utopies, crise des idéologies persee.fr.
- Emmanuel Wallon, «Tout est politique, camarade, même l’esthétique !» L’extrême-gauche et l’art en France dans les années 1970 (quelques équivoques d’époque), Une histoire du spectacle militant, Théâtre et cinéma militants, (1966-1981), sous la direction de Christian Biet et Olivier Neveux, L’Entretemps (avec le soutien de l’Université Paris X Nanterre), Vic-la-Gardiole, 2007, pp. 47-79 e.wallon.
- Ingrid Gilcher-Holtey, Die 68er Bewegung : Deutschland, Westeuropa, USA, C.H. Beck, Munchen, 2001 lire en ligne.
- Emmanuelle Loyer, Sous les pavés, la Résistance. La Nouvelle Résistance populaire, appropriation et usages de la référence résistante après Mai 1968, Communication dans des actes de colloque Pourquoi résister ? Résister pour quoi faire?, Centre d'histoire de Sciences Po, CNRS Éditions, 2004 spire.sciences-po.
- Françoise Picq, Libération des femmes : les années-mouvement, Éditions du Seuil, 1993.
- Sophie Heine, Le mouvement Attac en Belgique, Courrier hebdomadaire du CRISP 2008/18-19 (n° 2003-2004) cairn.info.
- Maurice Tournier, Les mots de mai 68, Presses universitaires du Mirail-Toulouse, Toulouse, 2008.
- David Hamelin, entretien avec Jean Paul Cruse, Dissidences, n°3, printemps 2012 revuesshs.u-bourgogne.fr.
- Mathieu Beys, La parole au peuple. Presse progressiste et indépendante autour de mai 68 en Belgique francophone, Bruxelles, ULB, 1999, (Histoire contemporaine).
- Frédéric Chateigner, Georges Ubbiali, Jean-Philippe Martin et Jean-Philippe Warren, Prochinois et maoïsmes en France (et dans les espaces francophones), Dissidences, n°8, Mai 2010 lire en ligne.
- Pascale Goetschel, Emmanuelle Loyer, Histoire culturelle de la France. De la Belle Époque à nos jours, Armand Colin, Coll. Cursus, 2002, présentation en ligne.
- Isabelle Sommier, La violence politique et son deuil - L'après 68 en France et en Italie, Presses Universitaires Rennes, 2008, présentation en ligne.
- Michel Busch, Mao et le pandore, in Contestations et mouvements, 1960-1980, Cahiers d'histoire du mouvement ouvrier, n°21, Éditions d'en bas, 2005, 248 pages, présentation en ligne.
- Rémi Guillot, « Les réseaux d’information maoïstes et l’affaire de Bruay-en-Artois », Les Cahiers du journalisme, no 17,‎ été 2007, p. 210-224 (lire en ligne).